# Eugène Joseph Paul Marie Geuns
Eugène Joseph Paul Marie Geuns (* 1908 in Westerlo; † 15. April 1945 im KZ Mittelbau-Dora) war ein belgischer römisch-katholischer Geistlicher und Märtyrer.

## Leben
Eugène Joseph Paul Marie Geuns stammte aus einer Kaufmannsfamilie in Tongerlo (Ortsteil der Gemeinde Westerlo in Flandern). Er besuchte Schulen in Geel und Hoogstraten. Nach Absolvierung des Priesterseminars in Mechelen wurde er 1932 zum Priester geweiht. Er wirkte zuerst als Lehrer in Herentals und Aarschot, dann als Vikar in Lier.
Während der Besetzung durch das nationalsozialistische Deutschland unterstützte er den Widerstand. Am 10. August 1943 wurde er verhaftet und kam über die Gefängnisse Antwerpen, Saint-Gilles/Sint-Gillis und Essen am 2. Oktober 1943 in das KZ Esterwegen und in das KZ Börgermoor. Später wurde er nach Groß-Strehlitz verlegt und von dort in das KZ Mittelbau-Dora bei Nordhausen. Dort erlebte er am 11. April 1945 die Befreiung durch die Amerikaner, war aber bereits todkrank und starb am 15. April im Alter von 36 Jahren.